# Mormonia evanescens
Mormonia evanescens är en fjärilsart som beskrevs av Durand 1934. Mormonia evanescens ingår i släktet Mormonia och familjen nattflyn. Inga underarter finns listade i Catalogue of Life.